# Сорокино (Ульяновский район)
Сорокино — село в Ульяновском районе Калужской области России. Входит в состав сельского поселения «Село Заречье».

## История
В 1638 году в дозорной книге Козельского уезда с русской стороны Кцынской засеки в числе прочих населенных мест упомянуто и село Сорокино. Близость селения к засечной черте дает право утверждать, что население предоставляло ополчение для защиты Козельской засечной черты.
В конце XVIII Сорокино принадлежало княгине Марие Александровне Долгоруковой. В селе насчитывалось 97 крестьянских дворов, имелись церковь великомученика Димитрия Селунскаго и деревянный господский дом.
В 1803 году была сооружена одноэтажная каменная Воскресенская церковь с колокольней.
В Списке населённых мест Калужской губернии за 1859 год Сорокино упоминается как владельческое село Козельского уезда по левую сторону от просёлочного тракта из Плохина в Болхов, в котором насчитывалось 162 двора и имелся свой завод.
После реформы 1861 года село вошло в состав Уколицкой волости. При храме была организована церковно-приходская школа.
В начале 1920-х годов, при укрупнении волостей, Уколицкая волость включена в состав Веинской. В 1927 году в связи с упразднением уезда, волость была передана в новообразованный Сухиничский уезд. В 1929 году деление на волости было упразднено, после чего село перешло в Уколицкий сельсовет Плохинского района Западной области. В 1937 году район был передан Орловской, а в 1944 году — Калужской области.
В ходе Великой Отечественной войны немецкие войска заняли село 4 января 1942 года. В следующие дни оно неоднократно переходило в руки 91-й кавалерийской дивизии и обратно, однако окончательно было освобождено только 15 июля 1943 года.
На территории сельской школы организована братская могила, в которой были похоронены советские солдаты, погибшие в окрестностях Сорокино. В 1983 году рядом с могилой был установлен памятник погибшим в ходе войны жителям села.

## Население
| 1782 | 1859  | 1896  | 1913  | 2002 | 2010 |
| ---- | ----- | ----- | ----- | ---- | ---- |
| 567  | ↗1162 | ↗1373 | ↗1626 | ↘263 | ↘152 |

Согласно переписи населения 2002 года, 99% жителей деревни — русские.